# Venas cervicales transversas
Las venas cervicales transversas o venas transversas del cuello (venae transversae colli, [TA]: venae transversae cervicis) son venas que acompañan a la arteria cervical transversa y desembocan en la vena subclavia. Cruzan el cuello.